# 海洋鱼龙属
海洋鱼龙属（学名：Dearcmhara，苏格兰盖尔语中意为“海洋蜥蜴”）是海生爬行动物的一个属，生存于大约1.7亿年前的侏罗纪中期，化石发现于苏格兰斯凯岛。模式种是肖氏海洋鱼龙（Dearcmhara shawcrossi）。该动物的残破遗骸是由业余化石猎人于1959年发现，后被捐赠给了一家博物馆，但直到2014年，一项科学研究项目才确定这些化石属于以前未知的物种。

## 描述
海洋鱼龙是种长约14英尺（4.3）的原始新鱼龙类，生存于曾覆盖苏格兰西北部的温暖浅海中。当时斯凯岛大部分均在水下，并与英国其余部分共同组成今欧洲和北美大陆之间一座大型岛屿的一部分。模式种肖氏海洋鱼龙（Dearcmhara shawcrossi）的化石极其不完整，整副骨架仅有四块骨骼保存下来，但足以让研究者鉴别出其它鱼龙所没有的独特特征。这些骨骼来自背部、尾部及前鳍，其中上鳍骨骼或肱骨（正模标本GLAHM 152378/1）有力地证明了该生物是一个新物种。这块骨骼拥有一个大型三角形突起及一处深凹，可能附着着肌肉及韧带。

## 历史
正模标本由化石猎人布里安·肖克罗斯（Brian Shawcross）于1959年在斯凯岛特洛登尼许半岛贝勒雷格湾（Bearreraig Bay）贝勒雷格砂岩组的沉积物中发现并捐给格拉斯哥的亨特博物馆，而种名正源于此人。属名Dearcmhara在苏格兰盖尔语中意为“海洋蜥蜴”，这也是少数被赋予盖尔语名称的化石之一。其发音类似于“jark vara”（IPA: d͡ʒɐrk vɐrɐ）。尽管该化石收集于数十年前，但直到一项研究项目召集了来自爱丁堡大学、苏格兰国家博物馆、亨特博物馆、苏格兰自然遗产署及斯凯岛斯塔芬博物馆的专家共同研究50年该岛上发现的化石碎片时，其身份才得以确认。海洋鱼龙是苏格兰发现的第一种鱼龙，代表了一个极其罕见的发现。《苏格兰地质学杂志》（Scottish Journal of Geology）于2015年1月11日发表一项研究，宣布了这一发现。2015年1月18日，这些化石在爱丁堡“动力地球”旅游景点举行了为期一天的展览。
研究主要作者史蒂芬·布鲁萨特在The Conversation上写道，尽管媒体不可避免地将此发现与神话中的尼斯湖水怪进行比较，但海洋鱼龙本身较前者“有趣得多”。作者指出布莱恩·肖克罗斯在捐赠而非保存或出售化石方面所起的关键作用（苏格兰的许多其它侏罗纪化石同理），并呼吁业余收藏家效仿肖克罗斯的做法，将自己发现捐赠给科学研究。